# Klusówka
Klusówka – rzeka, prawy dopływ Narwi o długości 18,67 km. 
Rzeka płynie przez Nizinę Północnomazowiecką, w województwie mazowieckim. Swoim biegiem przecina wschodnią część gminy Nasielsk i północną część gminy Serock. Wzdłuż jej biegu znajduje się kilka oznaczonych łowisk. Klusówka przyjmuje strugi z Lasów Serockich oraz z południowej części gminy Pokrzywnica. Przepływa przez Żabiczyn, Popowo Borowe, Pobyłkowo Małe. Uchodzi do Narwi pod kątem prostym, ujście tworzy niedużą zatokę poniżej rezerwatu Dzierżenińska Kępa.